# Keszeg, Nógrád
Keszeg  este un sat în districtul Rétság, județul Nógrád, Ungaria, având o populație de 668 de locuitori (2011). 

## Demografie
Componența etnică a satului Keszeg
     Maghiari (100%)
Componența confesională a satului Keszeg
     Fără religie (5,24%)
     Luterani (2,4%)
     Reformați (1,65%)
     Necunoscută (90,72%)
     Alte religii (1,8%)
Conform recensământului din 2011, satul Keszeg avea 668 de locuitori. Din punct de vedere etnic, majoritatea locuitorilor (100,0%) erau maghiari. Nu există o religie majoritară, locuitorii fiind persoane fără religie (5,24%), luterani (2,4%) și reformați (1,65%). Pentru 90,72% din locuitori nu este cunoscută apartenența confesională.